# Bătălia de la Anchialus (708)
Bătălia de la Anchialus (în bulgară Битката при Анхиало) a avut loc în anul 708 lângă orașul Pomorie, Bulgaria, între trupele bizantine conduse de Iustinian al II-lea și cele bulgare ale hanului Tervel.

## Cauze
În 705, Tervel îl ajută pe Iustinian să-și recapete tronul pierdut, după zece ani în exil. Ca mulțumire, noul împărat bizantin le oferă cantități enorme de aur, argint, mătase, precum și teritoriul situat între Stara Zagora, Sliven și Marea Neagra. 
Dar trei ani mai târziu, Iustinian se considerǎ destul de puternic pentru a recuceri teritoriile pierdute.

## Bătălia
Bătălia a avut loc lângă fortăreața Anchialus. Bizantinii și-au ridicat tabăra, inconștienți că armata bulgară se afla în apropriere. Tervel și cavaleria au zdrobit trupele periferice bizantine, în timp ce infanteria ataca tabăra. Hanul a capturat cai, arme și numeroși prizonieri.
Împăratul bizantin, Iustinian al II-lea, a fost printre puținii care au scăpat, și s-a adăpostit în cetate, de unde a plecat la Constantinopol pe o navă.

## Urmări
Bulgarii și-au asigurat noile teritorii pentru secole. În 711, a izbucnit o revoltă care l-a forțat pe Iustinian să ceară ajutor, dar Tervel i-a trimis doar 3.000 de soldați, care după mai multe confruntări l-au dus pe noul împărat la Constantinopol. Iar Iustinian a fost executat.
În 763, într-o altă bătălie de la Anchialus, Teleț al Bulgariei a fost înfrânt de Constantin al V-lea.